# ARAD

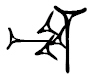
Versió hitita d'ARAD-(ÌR) i signe cuneïforme d'ús comú en les Cartes d'Amarna

ARAD, (també ÌR o NITÁ) és el sumerigrama majúscula per a la paraula de llengua accàdia «ardu» (servidor).
S'utilitza sobretot en la introducció al faraó: per exemple «Al rei, Senyor-meu (de Déus (pl) -meu, Déu-Sol-meu), ..., Servidor-teu» (EA 271).
També s'utilitza àmpliament en els textos de les Cartes d'Amarna; l'autor, generalment «l'home d'una ciutat» (o escriba), fa un recordatori constant que és un «servidor», o «servidor-teu» (del faraó). Moltes cartes donen informes sobre l'estat de la ciutat, però altres sol·liciten l'ajuda de les tropes de l'exèrcit egipci (amb arquers (pítati egipcis)), subministrades pel faraó.

## Epopeia de Guilgameix
A l'Epopeia de Gilgameix, el caràcter cuneïforme d'ARAD, ÌR, i NITÁ:  s'utilitza les següents vegades: ARAD (2), ÌR (2), i NITÁ (2).

## Cartes d'Amarna
S'utilitza nombroses vegades en les Cartes d'Amarna, però sobretot en les ciutats estats de Canaan (Ki-Na-Ha-A-(-Ha-), com per exemple, en la carta d'Amarna EA 30:1, o en la Carta d'Amarna EA 364.

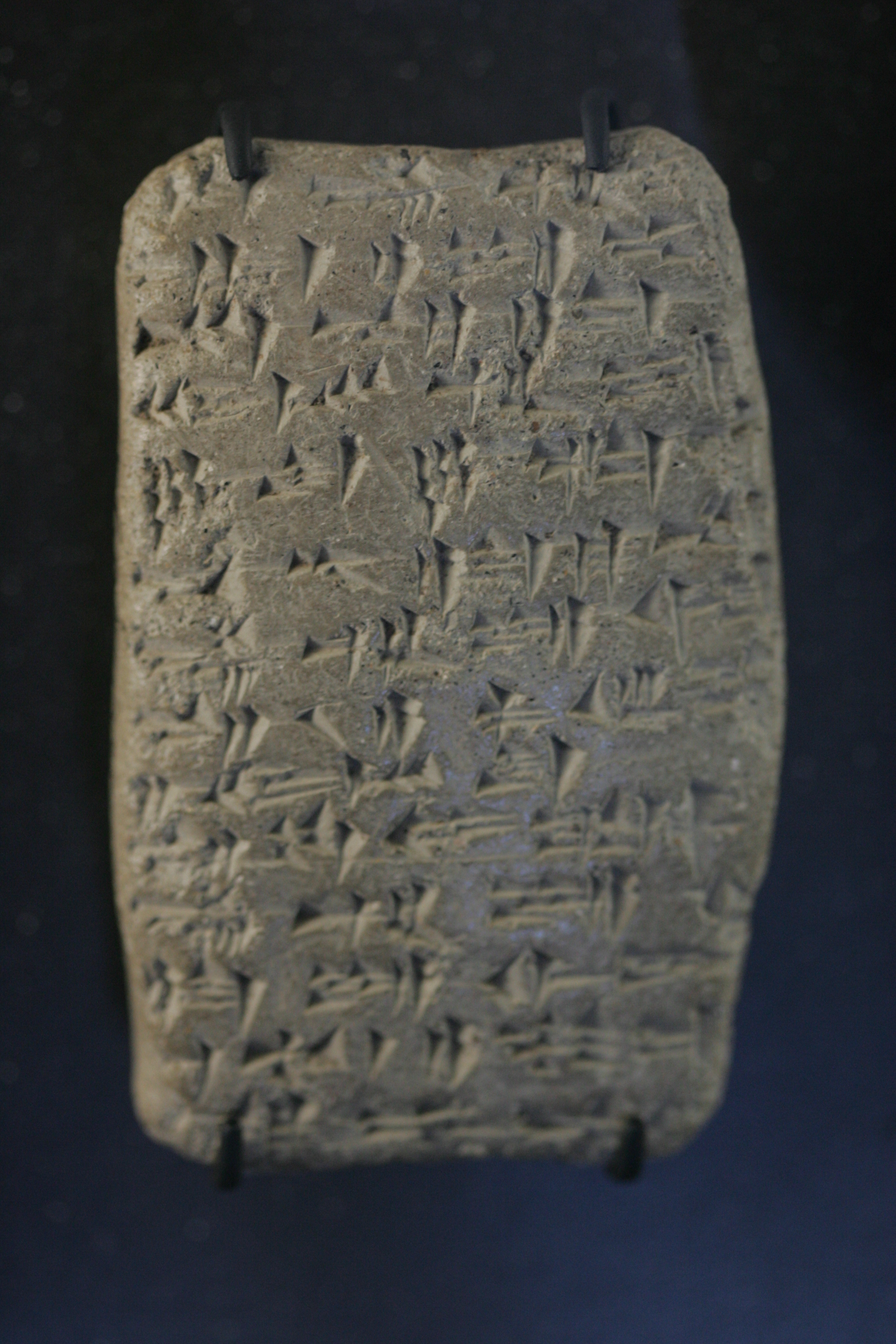
Carta d'Amarna EA 364, per a Ayyab. Línia 3: «Vostre servidor»(, «ardu-ka», (línia 4)) als vostres peus, Senyor meu.